# Pseudorhicnoessa tibiseta
Pseudorhicnoessa tibiseta är en tvåvingeart som först beskrevs av Malloch 1935.  Pseudorhicnoessa tibiseta ingår i släktet Pseudorhicnoessa och familjen Canacidae. Inga underarter finns listade i Catalogue of Life.